# Vauvert, Gard
Vauvert är en kommun i departementet Gard i regionen Occitanien i södra Frankrike. Kommunen ligger i kantonen Vauvert som tillhör arrondissementet Nîmes. År 2022 hade Vauvert 11 772 invånare.

## Befolkningsutveckling
Antalet invånare i kommunen Vauvert
Referens:INSEE